# Corbin Bleu
Corbin Bleu Reivers (n. 21 februarie 1989, Brooklyn, New York, Statele Unite), cunoscut ca Corbin Bleu, este un actor, cântăreț și dansator american.

## Filmografie
- Soldier (1998)
- Mystery Men (1999)
- Bătălia galactică (1999)
- Catch That Kid (2004)
- Hannah Montana (2006)
- High School Musical (2006)
- Flight 29 Down: The Movie (2007)
- Jump In! (2007)
- High School Musical 2 (2007)
- High School Musical 3: Senior Year (2008)
- Free Style (2009)
- Beyond All Boundaries (2009)
- The Beautiful Life: TBL (2009)
- Scary or Die (2011)